# Nykvarn
Nykvarn est une localité de Suède dans la commune de Nykvarn, dont elle est le chef-lieu, située dans le comté de Stockholm dans le centre-est de la Suède .
Sa population était de 8 508 habitants en 2023.

## Géographie et transports
Nykvarn est situé à environ six kilomètres à l'ouest de Södertälje sur la route européenne E20.
La ligne de chemin de fer Svealandsbanan (« le chemin de fer du Svealand » ) (Stockholm–) Södertälje à Eskilstuna (–Valskog) traverse la ville,.

## Démographie
| Année      | 2005  | 2010 | 2015 | 2020 | 2023 |   |
| Population | 6 032 | 6497 | 7327 | 7862 | 8508 | . |

## Particularités
De 1971 à 1998, Nykvarn faisait partie de la municipalité de Södertälje. 
Nykvarn est la ville de Carl Hagelin vainqueur de la Coupe Stanley. La ville accueille chaque année le festival de rock et de métal Mosh Open Festival.

## Persinalités nées à Nykvarn
- Rebecka Liljeberg (* 1981), actrice.
- Herman Schultz (1823–1890), Astronome.